# Thismia tuberculata
Thismia tuberculata là một loài thực vật có hoa trong họ Burmanniaceae. Loài này được Hatus. miêu tả khoa học đầu tiên năm 1976.